# Store Kaukasus
Store Kaukasus (azeri: Böyük Qafqaz, Бөјүк Гафгаз, بيوک قافقاز; georgisk: დიდი კავკასიონი, Didi K'avk'asioni ; russisk: Большой Кавказ , Bolshoy Kavkaz, nogle gange oversat som " Kaukasus Major ") er den største bjergkæde i Kaukasusbjergene.
Bjergkæden strækker sig over omkring 1.200 km. fra vest-nordvest til øst-sydøst, mellem Taman-halvøen i Sortehavet til Absheron-halvøen i Det Kaspiske Hav: fra det vestlige Kaukasus i nærheden af Sochi på den nordøstlige kyst af Sortehavet og når næsten til Baku ved det kaspiske hav.

## Geografi
Bjergkæden er traditionelt opdelt i tre dele:
- Det vestlige Kaukasus, mellem Sortehavet og Mount Elbrus
- Det centrale Kaukasus, mellem Mount Elbrus og Mount Kazbek
- Det østlige Kaukasus, mellem Kazbek-bjerget og Det Kaspiske Hav

I det vådere vestlige Kaukasus er bjergene stærkt skovklædte (løvskov op til 1.500 meter over havet, nåleskov op til 2.500 moh og alpin tundra over trægrænsen). I det mere tørre østlige Kaukasus er bjergene for det meste træløse.

## Grænsen mellem Europa og Asien
Kaukasus' vandskel anses også af nogle for at være grænsen mellem Østeuropa og Vestasien. Den europæiske del nord for vandskellet er kendt som Nordkaukasus; den asiatiske del mod syd som Transkaukasien eller Sydkaukasus, som er domineret af bjergkæden Lille Kaukasus, og hvis vestlige del konvergerer med det Østanatolien.
Ruslands grænse med Georgien og Aserbajdsjan løber langs det meste af Kaukasus' længde. Georgiens militære hovedvej (Darialkløften) og Trans-Kaukasus hovedvejen krydser bjergkæde i højder på op til 3.000 moh.

## Vandskel
Kaukasus-vandskellet var grænsen mellem Kaukasus-provinsen i det russiske imperium i nord og Osmannerriget og Persien i syd i 1801, indtil den russiske sejr i 1813 og Gulistan-traktaten, som flyttede grænsen til det russiske imperium. godt ind i Transkaukasien. Grænsen mellem Georgien og Rusland følger stadig vandskellet næsten nøjagtigt (bortset fra Georgiens vestgrænsen, som strækker sig syd for vandskellet, og bortset fra en smal stribe territorium i det nordvestlige Kakheti og det nordlige Mtskheta-Mtianeti, hvor Georgien går nord for vandskellet), mens Aserbajdsjan i sit nordøstlige hjørne har fem distrikter nord for vandskellet (Khachmaz, Quba, Qusar, Shabran og Siazan).

## Toppe
- Elbrus, 5.642 moh. 43°21′18″N 42°26′21″Ø / 43.35500°N 42.43917°Ø er det højeste bjerg i Europa.
- Dykh-Tau, 5.205 moh. 43°3′N 43°8′Ø / 43.050°N 43.133°Ø
- Shkhara, 5.201 moh. 43°01′N 43°10′Ø / 43.01°N 43.17°Ø
- Koshtan-Tau, 5.151 moh. 43°03′00″N 43°13′00″Ø / 43.05°N 43.2167°Ø
- Shota Rustaveli, 4.859 moh. 43°01′33″N 43°02′37″Ø / 43.02592°N 43.04349°Ø
- Kazbek (Mkinvartsveri), 5.047 moh. 42°41′51″N 44°31′08″Ø / 42.69750°N 44.51889°Ø
- Tebulosmta,4.493 moh. 42°38′N 45°19′Ø / 42.64°N 45.32°Ø
- Diklosmta, 4.285 moh. 42°33′N 45°48′Ø / 42.55°N 45.80°Ø
- Bazardüzü, 4.466 moh. 41°16′N 47°47′Ø / 41.27°N 47.79°Ø
- Babadag, 3.629 moh. 41°03′N 48°17′Ø / 41.05°N 48.29°Ø
- Katyn-Tau, 4.979 moh. 43°01′50″N 43°02′08″Ø / 43.03069°N 43.03555°Ø
- Pik Pushkina, 5.033 moh. 43°00′51″N 43°04′12″Ø / 43.01422°N 43.07001°Ø
- Janga, 5.051 moh. 43°01′08″N 43°03′24″Ø / 43.01889°N 43.05671°Ø
- Tetnuldi, 4.858 moh. 43°01′52″N 42°59′35″Ø / 43.03113°N 42.99319°Ø
- Ushba, 4.710 moh. 43°07′29″N 42°39′32″Ø / 43.12486°N 42.65901°Ø
- Ailama, 4.525 moh. 42°57′29″N 43°10′43″Ø / 42.95806°N 43.17861°Ø
- Mount Karakaya, 3.646 moh. 43°01′04″N 43°14′44″Ø / 43.01778°N 43.24556°Ø, det højeste bjerg i Skalisty-kæden

## Bjergpas
- Darialkløften
- Marukhis Ugheltekhili,  43°23′N 41°22′Ø / 43.38°N 41.37°Ø
- Pereval Klukhorskiy 2.786 moh, 43°16′N 41°48′Ø / 43.26°N 41.80°Ø
- Mamison Passet 2.820 moh, 42°43′N 43°48′Ø / 42.72°N 43.80°Ø
- Jvris Ugheltekhili 2.379 moh, 42°30′N 44°27′Ø / 42.50°N 44.45°Ø
- Dübar Passet  moh, 40°58′N 48°38′Ø / 40.96°N 48.63°Ø